# Flugzeugkollision bei Edelweiler
Bei der Flugzeugkollision bei Edelweiler kollidierten am 10. August 1955 zwei Transportflugzeuge des Typs Fairchild C-119G der United States Air Force und stürzten ab.

## Verlauf
Neun Transportflugzeuge des Typs Fairchild C-119 starteten zu einem Trainingsflug mit Fallschirmjägern, als auf einer Höhe von 4000 Fuß eine der C-119 Probleme mit einem Triebwerk bekam. Die C-119 verlor an Höhe und wurde anschließend ruckartig nach oben gerissen, wo sie mit einer anderen C-119 zusammenstieß.
Eine der C-119 (Kennzeichen 53-7841) stürzte auf ein Feld bei Altensteig, während sich die andere C-119 (53-3222) noch für kurze Zeit in der Luft halten konnte, bevor sie schließlich in einen Wald bei Edelweiler stürzte.
Anwohner suchten vergeblich nach Überlebenden, die Brandbekämpfung dauerte bis in den Abend.
Alle Insassen beider Flugzeuge starben.